# Lubomír Hájek
Lubomír Hájek (15. srpna 1927 Tisovec – 3. února 2010 Ostrava) byl ředitel Hlavní báňské záchranné stanici a uznávaný odborník v oblasti báňského záchranářství. V roce 1967 se stal předsedou Štábu báňské záchranné služby (poradní orgán Ústředního báňského úřadu). Následně se podílel na vybudování nového moderního areálu Hlavní báňské záchranné stanici v Ostravě na ulici Lihovarská, která byla uvedena do provozu v roce 1979.

## Životopis
Lubomír Hájek se narodil v Tisovci na Slovensku dne 15. srpna 1927 v rodině vojáka z povolání. Po maturitě v roce 1946 v Bratislavě se zapsal na studium oboru hornictví na tehdejší Vysoké škole technické v Bratislavě. Po první státní zkoušce v roce 1948 v polovině studia přestoupil na Vysokou školu báňskou v Ostravě, kterou úspěšně dokončil v roce 1950. Na této škole pak pedagogicky působil jako odborný asistent profesorů Karla Vorálka a Vojtěcha Sládečka až do roku 1956, kdy přešel do provozu na tehdejší Důl Stalin v Ostravě– Heřmanicích do funkce vedoucího větrání, a ihned také převzal tehdy ještě kumulované vedení závodní báňské záchranné stanice.
Dnem 14. října 1958 nastoupil na HBZS Ostrava jako její vedoucí. Tato funkce, která se postupně změnila na ředitelský post, setrval až do 31. ledna 1986. Stal se v Česku i v zahraničí uznávaným odborníkem v oblasti záchranářství, a to nejen báňského. Jeho působení v báňské záchranné službě bylo nerozlučně spojeno s rozsáhlou modernizací v celém pojetí organizace, taktiky a technického vybavení báňského záchranářství v OKR. V aktivním věku se zúčastnil mnoha záchranářských akcí, kde působil jako velitel záchranářských sborů. Zúčastnil se důlního neštěstí na dole Hlubina v roce 1960, které si vyžádalo 54 obětí a o rok později na dole Dukla v roce 1961 v Dolní Suché se 108 mrtvými horníky. Pracoval také ve Vědecko výzkumném uhelném ústavu v Ostravě Radvanicích a spolupracoval také s Hlavní báňskou záchrannou stanici v Essenu. Na základě rostoucího počtu pracovních úrazů v dolech a důlního neštěstí z roku 1963, kdy se na Dole Urx v Petřkovicích otrávilo 9 horníků sírovodíkem po průvalu starých vod, stál v čele těch, kteří se v roce 1965 významně zasloužili o zprovoznění hyperbarické komory. Dále měl také velkou zásluhu na vzniku Lékařské první pomoci v podzemí v roce 1968, která byla následně zakotvena v zákoně. Po odchodu z HBZS nastoupil jako odborný poradce tehdejšího federálního ministra paliv a energetiky.[zdroj?]
Byl ženatý s manželkou Ludmilou (roz. Dembovskou), se kterou strávil skoro šedesát let společného manželství.[zdroj?]
Lubomír Hájek byl spoluautorem první poválečné učebnice báňského záchranářství a také spoluzakladatelem listovky Záchranář, kde po dlouhá léta byl předsedou její redakční rady a sběratelem nejrozmanitějších záchranářských informací, které poskytoval odbornému tisku. Zasvětil celou svoji produktivní část života záchranářství a bezpečnosti hornického provozu.[zdroj?]
Zemřel ve věku 82 let dne 3. února 2010 v Ostravě.
Byl také členem klubu přátel Hornického muzea OKD.

## Dílo
- Přispíval do odborářských novin Zdař bůh, periodik Horník-Uhlí-Rudy-geologický průzkum.
- Byl dlouholetým předsedou redakční rady časopisu Záchranář.

- Důlní záchranářství. Praha 1: SNTL – Nakladatelství technické literatury,n.p.,Spálená 51, 1977. 452 s.(spolu s Faster Petr)
- Ionizační anometr. in: Uhlí,č.5, 1974.
- Oblek do vysokých teplot. in: Uhlí, č.4, 1974.
- Organisation des Grubenrettungsdienstes in der CSSR. Atemschutz – Inf.č.1,1972. (APFELTHALER, R)
- Organizace záchranných prací a lékařské služby při záchraně pomocí vrtů. Sborník referátů. Havířov, OKD, OŘ 1971.
- Výbuchy uhelného prachu Ostrava, HBZS. in: Záchranář, 8/1981.
- Einsatze der Grubenwehr in extremen Bedingungen der tiefen Steikohlenbergwerken. Freiberg: Bergakademie, 1985.
- Fyziologické normy bezpečnosti v prostředí s vysokou teplotou. Ostrava, HBZS. in: Záchranář 3/1968. Popilkocementová směs. Ostrava, HBZS. Záchranář 5/1985.

- Systém řízení bezpečnosti práce na důlních podnicích,in:Sborník vědeckých prací Vysoké školy báňské – Technické univerzity Ostrava 45,199, č.2, s.139–144 (s P.Prokopem).
- Ventilation at attenuation and shut-down periods of mine, in:Sborník vědeckých prací Vysoké školy báňské – Technické univerzity Ostrava 44,1998, č.1, s.3–15 (a A.Otahálem, P. Prokopem a J. Mičulkem).

## Ocenění za socialismu
- V roce 1962 (26. 4.) mu prezident propůjčil – Vyznamenání Za zásluhy o výstavbu
- V roce 1963 (29. 4.) mu prezident propůjčil – Vyznamenání Za vynikající práci
- V roce 1968 (9. 9.) mu prezident propůjčil – Vyznamenání Za pracovní věrnost
- V roce 1974 (9. 9.) mu prezident propůjčil – Řád rudého praporu práce

- V roce 1977 (27. 6.) mu byl udělen Řád práce[8]

## Ocenění
- V roce 1989 mu byl udělen Złoty MEDAL CENTRALNEJ STACJI RATOWNICTWA GÓRNICZEGO
- V roce 1997 mu byl udělen Zlatý záchranářský kříž.